# Anne Serre

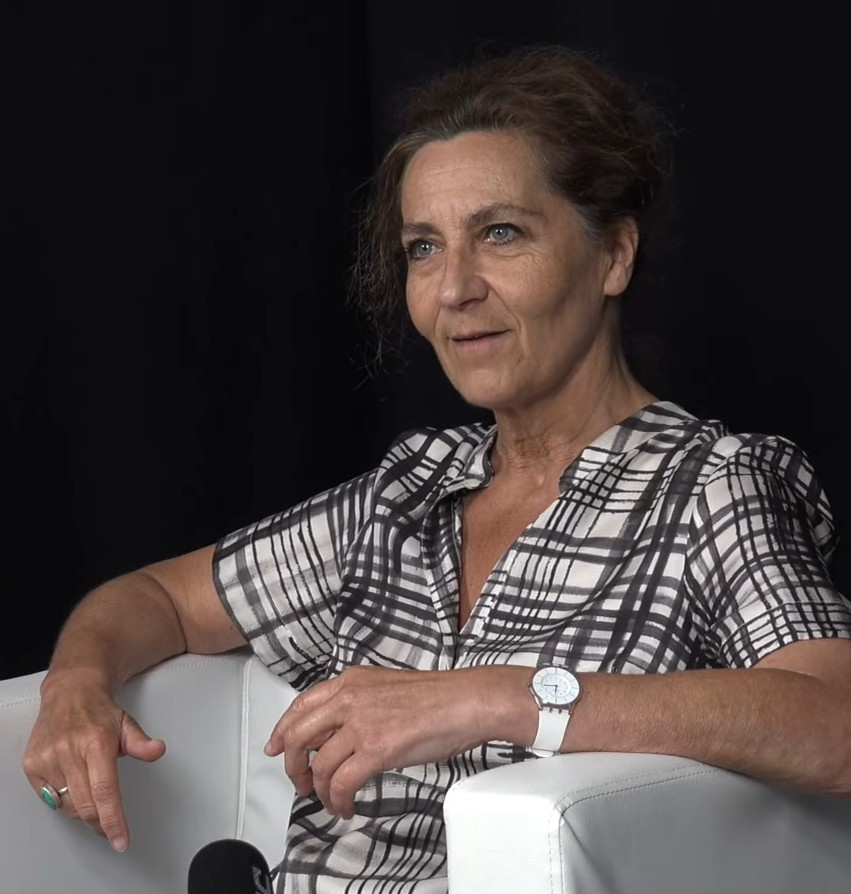
Anne Serre, 2022

Anne Serre (* 7. September 1960 in Bordeaux)  ist eine französische Schriftstellerin (Kurzgeschichten, Romane), Essayistin und Literaturkritikerin.

## Leben und Wirken
Anne Serre verlor mit zehn Jahren ihre Mutter; ihr Vater war Literaturprofessor. Sie wuchs in Fontainebleau und Orléans mit zwei Schwestern in einer katholischen Familie auf. Ihre frühe Lektüre spiegelt ihre Vorliebe für Wandern auf dem Land und Promenieren wider (Robert Walser, deutsche Romantik). Mit 17 Jahren zog sie nach Paris und studierte Literatur an der Sorbonne (Diplomarbeit über die Märchen von Marie-Catherine d’Aulnoy). Mit 20 Jahren begann sie mit literarischen Veröffentlichungen. Ihr erster Roman Les Gouvernantes erschien 1992, fand bei der Kritik positive Aufnahme und machte sie bekannt. Seitdem erschienen von ihr mehr als ein Dutzend weiterer Werke.
Neben Romanen und Kurzgeschichten schreibt sie Essays und veröffentlicht im Feuilleton (Literaturkritik). Ihre meist kurzen Romane – schon ihr Debütroman entstand aus einer weiter entwickelten eigenen Kurzgeschichte – wurden von der Kritik als schwer einzuordnen beschrieben, an den Grenzen üblicher Genres, teilweise mit Überschneidungen zu Pastiches (Voyage avec Vila-Matas), Drehbüchern (Film 1998), Theaterdialogen (Dialogue d’été), Erzählungen (Petite table, sois mise!), und mit magischem Realismus in Verbindung gebracht.
Als weitere literarische Einflüsse nannte sie Montaigne, Gertrude Stein, Arno Schmidt, Peter Handke, Samuel Butler, Thomas Bernhard, Thomas Hardy.
Einige ihrer Romane (wie The Governesses, Beginners) wurden ins Englische übersetzt. Seit 2018 ist sie in den ateliers d’écriture des Verlags Gallimard aktiv. In den USA erschien sie bei New Directions Publishing (Übersetzer Mark Hutchinson).

## Preise und Auszeichnungen
- 2003: Preis Charles Oulmont für Le Cheval blanc d’Uffington[4]
- 2008: Preis zur Unterstützung literarischer Werke der Fondation Del Duca für Un chapeau léopard[5]
- 2009: Prix des Étudiants du Sud in Aix-en-Provence für ihr Gesamtwerk
- 2020: Prix Goncourt für Kurzgeschichten für ihren Band Au cœur d’un été tout en or[6]

## Romane und Novellen
- Les Gouvernantes, Champ Vallon, 1992
  - Die Gouvernanten. Aus dem Französischen von Patricia Klobusiczky. Berenberg Verlag 2023, ISBN 978-3-949203-67-1.
- Eva Lone, Champ Vallon, 1993
- Un voyage en ballon, Champ Vallon, 1993
- La Petite Épée du cœur, Le Temps qu’il fait, 1995
- Film, Le Temps qu’il fait, 1998
- Au Secours, Champ Vallon, 1998
- Le Cheval blanc d’Uffington, Le Mercure de France, 2002
- Le Narrateur, Le Mercure de France, 2004
- Le.Mat, Ed. Verdier, 2005
- Un chapeau léopard, Le Mercure de France, 2008
- Les Débutants, Le Mercure de France, 2011, (folio 5556)
- Petite table, sois mise!, Verdier, 2012
- Dialogue d’été, Le Mercure de France, 2014
- Voyage avec Vila-Matas, Le Mercure de France, 2017
- Grande tiqueté, Champ Vallon, 2020
- Au cœur d’un été tout en or, Le Mercure de France, 2020
  - Im Herzen eines goldenen Sommers. Aus dem Französischen von Patricia Klobusiczky. Berenberg Verlag, Berlin 2022, ISBN 978-3-949203-38-1.